# Albert de La Forest Divonne
Ne doit pas être confondu avec Albert-Eugène de La Forest Divonne.
Albert Charles Gilbert de La Forest Divonne  (en italien Alberto Carlo Gilberto de La Forest de Divonne), né le 13 mars 1818 à Besançon et mort le 19 avril 1893 à Turin, est un officier militaire italien engagé lors des première et seconde guerre d'indépendance. Il appartient à la famille de La Forest Divonne, originaire de Savoie.

## Biographie
Albert de La Forest de Divonne est né le 13 mars 1818, à Besançon. Fils de Cyrille de la Forest Divonne et de Elise de Fontette, ils émigrent dans le Piémont alors placé sous l'autorité du royaume de Sardaigne. Il est ainsi issu de branche savoyarde de la famille de La Forest Divonne, une dynastie de la noblesse française du XIVe siècle.
Étudiant à l'académie militaire de Turin, il fait allégeance à Charles-Albert devenant son premier page et s'engage comme chef d'escadron des cavaliers d'Aoste lors de la seconde guerre d'indépendance en 1859. Remarqué aux batailles de Montebello et de San Martino, il prend le grade de lieutenant-colonel et commande le 13e régiment de cavalerie Monferrato. Il reçoit un total de neuf décorations (voir ci-dessous), est naturalisé en 1870, élevé lieutenant général,,, et obtient le titre de comte par Umberto I.

## Distinctions
Officier de la Légion d'honneur
 Chevalier de l'ordre de François-Joseph
 Grand officier de l'ordre de la Couronne d'Italie
 Grand officier de l'ordre des Saints-Maurice-et-Lazare
Médaille commémorative de la campagne d'Italie
Médaille commémorative de la campagne de la guerre d'indépendance
Médaille commémorative de l'Unité italienne
Ordre militaire de Savoie
 Médaille d'argent de la valeur militaire